# ボタンノーズ
ボタンノーズ（ラテン文字表記：Button Nose）は、日本のサンリオによるキャラクター。

## 来歴

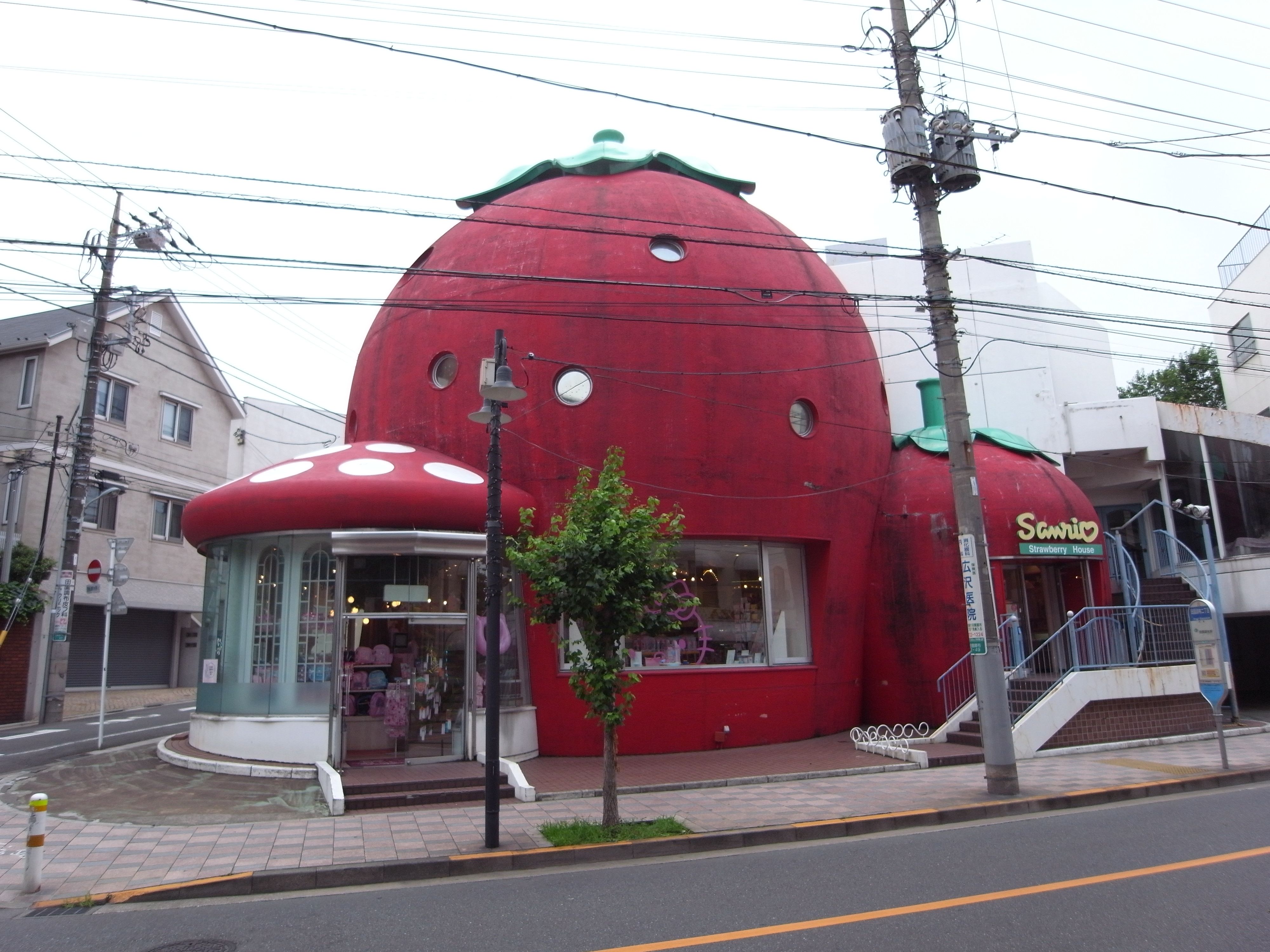
田園調布いちごのお家（現在は閉店）

1977年にキャラクター開発。オリジナルデザインはサンリオ社員の広瀬昌代が起こした。開発当初のキャラクターは現行のデザインとは異なる。
1983年5月にはボタンノーズを使った、サンリオ初の大人の女性向けキャラクターグッズのシリーズを展開する。
1983年12月1日には田園調布に、ボタンノーズが住んでいるいちごのお家をモチーフとしたサンリオの直営店「田園調布いちごのお家」が開業した。このボタンノーズのお家の絵は後に『ボタンノーズのおくりもの』と題する絵本に使用されている。オープン当時は1階のきのこ屋根部分には焼きたてクッキーなどの菓子やギフトを販売していたディッコリー・ドッキー、と小いちご部分にはキャンディーのお花畑（キャンディーショップ）も入居していた。当初は1000日限定での営業の予定だったが、主に『いちご新聞』の読者による存続を要望する声が相次いだためその後も営業を続け、2011年12月25日に閉店した。
1985年10月9日から1986年4月19日まで、朝日放送を制作局として、全国13局ネットでボタンノーズを主人公としたテレビアニメ『夢の星のボタンノーズ』（資料によっては『夢の国のボタンノーズ』との誤記が見られる）が放映された。同作はサンリオが製作した初のテレビアニメシリーズである。テレビアニメ版「ボタンノーズ」のキャラクターデザインは、広瀬の元デザインを参考にしてアニメーターの山本繁が描き起こした。

## 設定
本名は「トリシュ」。「ボタンノーズ」の名はチャームポイントである小さくて丸いボタンのような鼻の形からのニックネームである（アニメ「夢の星のボタンノーズ」では「ボタンノーズ」が本名とされている）。
1月5日、キャラクター王国生まれ。やさしくて元気のよいいちごジャム作りの名人。このジャムを食べると誰でも元気になる。また、いちご畑のいちごたちのけがを治すこともできる。好きな食べ物はいちごと美味しいクッキー。

## イメージソング
「いちごのうた」
作詞：やまとなおみ 作曲：立花瞳 編曲：赤坂東児 歌：おしたりあつこ
1992年8月21日にサンリオより発売されたCDアルバム「みんなでうたおう！キャラクターソング」（SACV-2030）の4曲目に収録。3分26秒。
「『いちご新聞』増刊号いちごのうた - たあ坊のがんばる宣言」（東芝EMI、CG20-5059 1989年）の1曲目にも「いちごのうた」が収録されているが、そのライナーノーツにはいちごの王さまが描かれている。

## 出版物
『ボタンノーズのおくりもの』
発売日：1985年12月
文：あけずみ じゅんこ
絵：広瀬昌代
出版社：サンリオ
ISBN 978-4387851837

## サンリオキャラクター大賞の順位
2013年サンリオキャラクター大賞45位。2013年サンリオキャラクター大賞の特別企画である「これやります宣言」で、「40位以内なら待ち受け画面をプレゼントする」と宣言していたが、ランクインを逃し実現とはならなかった。
- 2024年サンリオキャラクター大賞87位
- 2023年サンリオキャラクター大賞85位
- 2019年以降出場なし。
- 2018年サンリオキャラクター大賞81位（いちご新聞ランキング38位[18]）。
- 2017年サンリオキャラクター大賞68位（いちご新聞ランキング33位[19]）。
- 2016年サンリオキャラクター大賞73位（いちご新聞ランキング30位[20]） ／ なでる投票67位[21]。
- 2015年サンリオキャラクター大賞54位（いちご新聞ランキング47位[22]）。
- 2014年サンリオキャラクター大賞20位圏外[23][注釈 2]（いちご新聞ランキング17位[25]）。
- 2013年サンリオキャラクター大賞45位。
- 2012年サンリオキャラクター大賞51位[26]。
- 2011年サンリオキャラクター大賞52位[27]。
- 2010年サンリオキャラクター大賞20位圏外[28]。
- 1987年〜2009年サンリオキャラクター大賞10位圏外[29]。

## 豆知識
- ボタンノーズとは、『HELLO KITTY GAZETTE』（『いちご新聞』の英語版）による命名である[30]。
- 『いちご新聞』でボタンノーズが初めて表紙を飾ったのは、1978年10月1日号（86号）である[31]。
- サンリオピューロランドに出演していた時期があり、ライブキャラクター（着ぐるみ）も製作されていた[10][32]。